# John Reid (voile)
Pour les articles homonymes, voir John Reid et Reid.
John Reid est un skipper américain né le 27 novembre 1918 à Atlanta et mort le 17 mai 1954 à Miami.

## Carrière
John Reid obtient une médaille d'argent olympique de voile en classe Star aux Jeux olympiques d'été de 1952 à Helsinki.